# إميليا بينغهام
إميليا بينغهام (بالإنجليزية: Amelia Bingham) هي ممثلة أمريكية، ولدت في 20 مارس 1869، وتوفيت في 1 سبتمبر 1927. من الجوائز التي نالتها قاعة مشاهير نساء أوهايو ‏.

## جوائز
- قاعة مشاهير نساء أوهايو [الإنجليزية]‏

## وصلات خارجية
- إميليا بينغهام على موقع الموسوعة البريطانية (الإنجليزية)
- إميليا بينغهام على موقع قاعدة بيانات برودواي على الإنترنت (الإنجليزية)